# انریکه چهارم
انریکه چهارم (انگلیسی: Henry IV of Castile) پادشاه کاستیا و لئون بود.